# Please Excuse Me for Being Antisocial
Please Excuse Me for Being Antisocial è il primo album in studio del rapper statunitense Roddy Ricch, pubblicato il 6 dicembre 2019 dalla Atlantic.
È stato premiato ai BET Awards come album dell'anno.

## Accoglienza
| Recensione | Giudizio |
| ---------- | -------- |
| AllMusic   |          |
| NME        |          |
| Pitchfork  | 6,9/10   |

Please Excuse Me for Being Antisocial ha ottenuto recensioni prevalentemente positive da parte dei critici musicali. Su Metacritic, sito che assegna un punteggio normalizzato su 100 in base a recensioni selezionate, l'album ha ottenuto un punteggio medio di 72.

## Tracce
1. Intro – 2:15 (Rodrick Moore, Jacob Canady, Jonathan De La Rosa, Eduardo Burgess)
2. The Box – 3:16 (Rodrick Moore, Samuel Gloade)
3. Start wit Me (feat. Gunna) – 2:38 (Rodrick Moore, Sergio Kitchens, Tahj Morgan, Jasper Harris)
4. Perfect Time – 2:22 (Rodrick Moore, Eric Sandoval, Anthony Beecham)
5. Moonwalkin (feat. Lil Durk) – 2:47 (Rodrick Moore, Durk Banks, Eric Sandoval, Fabio Aguilar)
6. Big Stepper – 2:55 (Rodrick Moore, Cristian Gonzalez, Joseph Nguyen, Steven Alexander)
7. Gods Eyes – 2:15 (Rodrick Moore, Eric Sandoval)
8. Peta (feat. Meek Mill) – 3:18 (Rodrick Moore, Robert Williams, Nils Noehden, Ozan Yildirim)
9. Boom Boom Room – 2:47 (Rodrick Moore, Milan Modi, Brain Anamayatana, Vid Vucenovic)
10. Elyse's Skit – 0:23
11. High Fashion (feat. Mustard) – 3:40 (Rodrick Moore, Dijon McFarlane, Shahrukh Zaman Khan)
12. Bacc Seat (feat. Ty Dolla Sign) – 2:52 (Rodrick Moore, Tyrone Griffin, Jr., Milan Modi)
13. Roll Dice – 2:50 (Rodrick Moore, Samuel Gloade)
14. Prayers to the Trap God – 2:40 (Rodrick Moore, Eric Sandoval, Saint Mino)
15. Tip Toe (feat. A Boogie wit da Hoodie) – 3:05 (Rodrick Moore, Artist Dubose, Gianni van den Brom, Beck Norling)
16. War Baby – 3:15 (Rodrick Moore, Ashley Kember, Eric Sandoval)

## Formazione
- Roddy Ricch – voce
- Gunna – voce aggiuntiva (traccia 3)
- Lil Durk – voce aggiuntiva (traccia 5)
- Meek Mill – voce aggiuntiva (traccia 8)
- Ty Dolla Sign – voce aggiuntiva (traccia 12)
- A Boogie wit da Hoodie – voce aggiuntiva (traccia 15)
- Chris Dennis – registrazione (tracce 1-9, 11-16)
- Curtis "Sircut" Bye – assistenza tecnica (tracce 1, 2, 4, 6-9, 11-16), missaggio (traccia 5)
- Zachary Acosta – assistenza tecnica (tracce 1, 2, 4-9, 11-16)
- Cyrus "NOIS" Taghipour – missaggio (tracce 1, 2, 4-9, 11-16)
- Derek "MixedByAli" Ali – missaggio (tracce 1-9, 11-16)
- Nicolas de Porcel – mastering (tracce 1, 2, 4-9, 11-16)
- Mike Bozzi – mastering (traccia 3)

## Successo commerciale
Please Excuse Me for Being Antisocial ha debuttato in cima alla Billboard 200, segnando la prima numero uno in qualsiasi classifica compilata da Billboard per Ricch, con 101 000 unità di vendita, di cui 3 000 sono vendite pure, 98 800 sono stream-equivalent units risultanti da 130,7 milioni di riproduzioni in streaming delle tracce, e 1 000 sono track-equivalent units equivalenti alle vendite digitali dei singoli brani. Cinque canzoni dell'album sono entrate nella Billboard Hot 100, a seguito del successo di The Box, singolo che ha raggiunto il picco della classifica. La settimana successiva l'album ha registrato un calo di vendite del 20%, aggiungendo altre 38 000 unità al suo totale e scendendo al 3º posto nella classifica statunitense. Nella sua terza settimana di pubblicazione è rimasto stabile nella classifica statunitense e ha aggiunto altre 73 000 unità al suo totale, registrando così un calo di vendite del 10%. Con 1 352 000 unità distribuite durante la prima metà del 2020 è risultato il 4º disco più venduto in territorio statunitense.
Nella Official Albums Chart britannica ha debuttato alla 39ª posizione per le 4 620 unità vendute durante i suoi primi sette giorni di disponibilità. Ha in seguito raggiunto un picco di 13 grazie a 4 048 vendite.

## Classifiche

### Classifiche settimanali
| Classifica (2019-20) | Posizione massima |
| -------------------- | ----------------- |
| Australia            | 29                |
| Belgio (Fiandre)     | 38                |
| Belgio (Vallonia)    | 79                |
| Canada               | 2                 |
| Danimarca            | 7                 |
| Estonia              | 4                 |
| Finlandia            | 13                |
| Francia              | 39                |
| Irlanda              | 30                |
| Islanda              | 3                 |
| Italia               | 47                |
| Lettonia             | 4                 |
| Lituania             | 3                 |
| Norvegia             | 4                 |
| Nuova Zelanda        | 22                |
| Paesi Bassi          | 3                 |
| Regno Unito          | 13                |
| Stati Uniti          | 1                 |
| Svezia               | 10                |
| Svizzera             | 68                |

### Classifiche di fine anno
| Classifica (2020) | Posizione |
| ----------------- | --------- |
| Belgio (Fiandre)  | 128       |
| Canada            | 8         |
| Danimarca         | 24        |
| Francia           | 141       |
| Islanda           | 19        |
| Norvegia          | 28        |
| Nuova Zelanda     | 44        |
| Paesi Bassi       | 16        |
| Regno Unito       | 83        |
| Stati Uniti       | 3         |
| Svezia            | 29        |
| Classifica (2021) | Posizione |
| Stati Uniti       | 69        |